# 别人
〈别人〉是英國1975樂團第二張錄音室專輯《突襲美夢》中的歌曲，由喬治·丹尼爾、馬修·希利、亞當·漢恩、羅斯·麥克唐納譜寫，麥克·克羅斯監製，作為專輯第四首單曲由Dirty Hit和宝丽多唱片於2016年2月16日釋出。這是主唱希利替專輯所寫的最後一首歌，他在美國洛杉磯的計程車後座上發想出曲中的歌詞。〈别人〉以忌妒和愧疚感為主題，內容探討敘事者發現前任有了新歡後湧上的複雜情緒。曲風涵蓋電子、R&B、合成器流行和Slow jam，並間雜浩室、放克、鐵克諾和新靈魂樂等元素。
甫經發行，〈别人〉即獲得當代音樂評論家的廣泛好評，評論讚賞歌曲的製作品質、1980年代氛圍以及歌詞的敘事深度。許多行內音樂刊物和媒體皆認為它是《突襲美夢》中最出色的歌曲，並將之選入自家的年度和十年度歌單中。在商業表現方面，〈别人〉打進英國單曲排行榜第55名，位列美國《告示牌》熱門搖滾和另類歌曲榜第八。後來此曲分別被澳洲唱片業協會和美國唱片業協會認證為金唱片，並被英国唱片业协会授予白金唱片認證。
由提姆·馬蒂亞執導的音樂錄影帶於2016年7月7日發布。片中希利流連於夜晚的酒吧、停車場和大街小巷，並沉醉在自己的內心世界中。錄影帶得到評論家的正面評價，他們對電影級效果、內省風格和結尾的超展開予以好評，並將之與製片人大衛·林區的作品以及電影相比。除了出現在、《成长边缘》等影視作品外，〈别人〉還被CP查理、Rosé和蘿兒等歌手翻唱，後者表示這對她的第二張錄音室專輯影響甚鉅。

## 背景與發展
2013年9月釋出首張同名錄音室專輯後，1975樂團獲得口碑商業雙豐收，不僅成功摘下國內的英國和蘇格蘭專輯排行榜桂冠，更占得美國《告示牌》二百大專輯榜、另類搖滾專輯榜、搖滾專輯榜前30名的位置，被外界譽為當年的突破性新人。2015年6月，主唱馬修·希利在社群媒體發布一幅神秘漫畫後隨即將樂團所有帳號關閉，官方網站的內容也遭一併清空，引發他們即將要解散的猜測。不過隔日帳號和網站又再度開啟，但視覺一改以往的黑白元素設計，變為白色和淺粉色。希利在致歌迷的公開信中表示，他們的消失是為了籌備從下一張專輯開啟的「新篇章」。後來專輯名稱被揭示為《突襲美夢》。
〈别人〉是希利替專輯創作的最後一首歌，他在美國洛杉磯的計程車後座上以分手後的忌妒心理發想出此曲的歌詞。他向BBC記者史蒂夫·霍爾頓（Steve Holden）進一步解釋道，這種「愧疚的忌妒感」源自不再對另一半抱有好感，但也不想讓對方跟其他人在一起。在《Coup de Main》雜誌的採訪中，希利透露在錄製完像〈别人〉這樣的私人歌曲後有特意將自己的實際情感和歌曲區隔開。他把創作歌曲的過程視為一種宣洩形式，並表示：「一旦我投入到一首歌裡，我就會站在客觀角度去思考——它存於我之外，這樣我就能對它有更深的理解。」

## 詞曲
〈别人〉全長4分57秒，是一首憂鬱的強力謠曲，曲風主要為電子、R&M、合成器流行和Slow jam。1975樂團的成員喬治·丹尼爾、馬修·希利、亞當·漢恩、羅斯·麥克唐納均參與了本曲的創作，製作工程則由麥克·克羅斯、丹尼爾和希利負責。根據哈爾·倫納德音樂出版社在Musicnotes.com上發布的樂譜，〈别人〉拍號為4/4拍，以C大調創作，速度達每分鐘100拍。希利的音域範圍介於G4和G5之間，並伴有F-G-Am7-E7-Am9-Am-C的和弦進程。
歌曲的伴奏以1980年代風格為特點，包含受迪斯可影響的貝斯、有彈性的合成器、沉重的混響、大鼓、808打擊樂和鐵克諾節拍。歌曲還間雜浩室、冷波、電子、放克、新靈魂、Electronica、舞曲、電子流行、另類流行、新浪潮、游艇摇滚以及靈魂樂的元素。希利的人聲在整首歌中音高忽高忽低，並經過重複、分段和自动调谐。《獨立報》的安迪·吉爾（Andy Gill）指希利以帶有喘息聲的方式演唱，而《Nylon》的海登·曼德斯（Hayden Manders）則形容他的歌聲「無精打采、漠然且搖擺不定」。
歌詞方面，〈别人〉探討人在一段感情結束後的掙扎與糾結，以及發現前任有了新歡的痛苦。歌曲以失去為中心主題，希利因為害怕孤獨而拒絕放下這段感情。歌曲還牽涉克服忌妒的主題，歌手不希望他的伴侶跑去愛其他人，但在領略到對方至少不是孤單一人後獲得慰藉。《Pitchfork》的布拉德·尼爾森（Brad Nelson）指出，有別於之前的作品，1975樂團在這首歌中展現出「一些不那麼直白且更內省的東西」，並道出人們通常會感到壓抑難耐的迷茫感。為《告示牌》撰稿的拉尼亞·阿菲托斯（Rania Afitos）認為歌曲呈現出心碎的各個階段，首先以憂鬱和悲傷起頭，接著捕捉到希利「不可避免的酸楚」。
湯姆·康尼克（Tom Connick）在《DIY》刊文稱〈别人〉的伴奏徐緩且柔軟，並表示在歌詞中終於看到希利表露出自己的心緒，而不僅僅是扯掉他的上衣然後一帶而過。曼德斯注意到歌曲避開了希利浮誇的戲劇效果，取而代之的是1980年代「芳醇」的聲景。《沉迷音樂》作家肖恩·亞當斯（Sean Adams）將歌曲拿來和剪下複製樂團與色彩學樂團的作品相比。《PopMatters》的普瑞爾·斯特勞德（Pryor Stroud）認為歌曲結合了驚懼之淚「聖歌般的多重合成器流行」以及小賈斯汀「花美男R&M」。《爱尔兰时报》作家勞倫·墨菲（Lauren Murphy）亦拿歌曲和驚懼之淚的作品類比。《Vulture》的迪·洛克特（Dee Lockett）表示歌曲的曖昧、肉慾和懸念跟橘夢樂團的〈Love on a Dream〉如出一轍 ，並指它跟驚懼之淚的歌曲具有相同的「控制力」。AllMusic作家麥特·科勒（Matt Collar）指歌曲讓人憶起《夜之探戈》時代的佛利伍麥克。

### 結構與分析
〈别人〉以淒涼的鍵盤音符、兩個和弦與分段的人聲拉開帷幕。尼爾森觀察到開頭合成器的「急轉彎」，這在聽覺層面體現出分手後的矛盾心理，而空氣中「潮濕的迴聲」則讓每個樂器都有些許朦朧和醉醺之意。在主歌中，希利抒發一段感情結束後的憂鬱和惆悵，低聲唱道：「我收拾了我所有的樂器／剩下的我不要也罷。」到了副歌，歌手繼續訴說著失戀的經歷：「我不渴求你的身體／但一想到你正和其他人在一起就無法忍受／我們的愛已經降到冰點／而你的心魂正和其他人交纏在一起」明白這段感情已隨著他愛人的移情別戀而宣告終結時，希利唱道：「當你目不轉睛地盯著手機，我早已看破了你」進入橋段部分，不只節奏改變、合成器速度放緩，人聲也變得失真，可見歌手的心碎轉變為對親密關係的憤懣，他大聲疾呼：「找到你愛的人？／找到你需要的人？／去你媽，金錢才是王道／我無法對你真情以待，因為我們從不孤單。」
回顧1975樂團的歌詞內容，康尼克（Connick）在《新音乐快递》上發表分析，指〈别人〉的副歌有助於改變公眾對樂團的看法，他認為當中的对句任何人都可以產生共鳴。另外，他還表示歌詞以更成熟的口吻重新梳理了《The 1975》「青少年心碎」的脈絡。斯特勞德認為，希利在對句「我不渴求你的身體，我不渴求你的身體」中不斷表達自己的不在乎，代表歌手設法壓制他內心的慾望。他指歌詞中反覆提到的「身體」既是他的癮頭，亦為歌曲的母題。斯特勞德並未將身體視為一種抽象概念，而是將其解釋為「一種特定的肉體交流」，這在1975樂團2012年的單曲〈Sex〉中首次進行介紹。剖析樂團歌曲的創作技法，《Vice》作家艾蜜莉·布特爾（Emily Bootle）刊文指出，〈别人〉副歌旋律的音程間隔較大，且在音階的第五和第三個音符之間跳躍。她認為這是他們打造「自始至終朗朗上口」副歌的關鍵結構組成。至於歌曲的橋段，《前音後果》的珍妮佛·歐文（Jennifer Irving）將歌詞解讀為對21世紀愛情的評論，代表社會無法為親密關係騰出時間。她寫道，希利在橋段中並沒有試著紓解這一困境，反而是接受這一現狀，並總結道：「讓我們轉移注意力，賺錢。」與歐文的分析相反，《Vice》作家伊恩·科恩（Ian Cohen）認為對句「去你媽，金錢才是王道」是一種心理防卫机制。

## 釋出與評價
〈别人〉於2016年2月15日經由Dirty Hit和宝丽多唱片作為《突襲美夢》的第四首單曲正式釋出。11天後，該曲被安排為第10首曲目隨專輯一併釋出。甫經發行，歌曲即得到當代音樂評論家的廣泛好評。數碼間諜、《DIY》和《Vulture》皆將它列入2月第三週最佳新歌歌單之中。《Dork》的史蒂芬·阿克羅伊德（Stephen Ackroyd）稱這首歌「仍然是英國流行音樂近期最大的勝利之一」 ，《柯夢波丹》的斯妲·鮑文班克（Starr Bowenbank）則表示「如果你的餘生裡都只能聽1975樂團的一首單曲，那最好是〈别人〉。」《前音後果》的科林·布倫南（Collin Brennan）稱〈别人〉是《突襲美夢》的上乘之作，並表揚「令人感同身受的難受」歌詞、「製作質樸」的記憶點及對1980年代音樂的臨摹，同時稱其為「一首異乎尋常的單曲，以某種方式美妙地運作」。《Spin》作家布萊恩·約瑟夫斯（Brian Josephs）亦將〈别人〉評為唱片中最出色的歌曲，而《雪梨晨鋒報》的提姆·布萊恩（Tim Bryon）則稱這首歌「可能是專輯中最令人印象深刻的東西」。吉爾和《影音俱樂部》的安妮·扎萊斯基（Annie Zaleski）皆認為〈别人〉是專輯的亮點，後者稱其為「近年來最動人的分手歌曲之一」。
《滾石印度》的阿米特·維迪亞（Amit Vaidya）稱這首「永恆不朽」的謠曲是1975樂團職涯中最棒的歌曲，並讚賞其成功將1980年代的聲音再現：「如果我把這首單曲放到1988年的三十強榜單裡，它會完美融入，沒人會知道它是在30年後才誕生！」 《Stereogum》作家克里斯·德維爾（Chris DeVille）讚許樂團在曲中所採用的冷波風格收穫相當不錯的成果。史蒂芬妮·王（Steffanee Wang）在《The Fader》發文稱讚〈别人〉的製作令人難以置信，並對編曲和歡快曲調贊不絕口：「如果我的餘生只能聽一首歌，我選擇這首歌不會太瘋狂吧？」《Euphoria》雜誌的洛倫佐·卡貝洛（Lorenzo Cabello）坦承，雖然自己以前不怎麼喜歡1975樂團的音樂，但現在已對他的新發現無法抵抗，並讚揚〈别人〉的詞曲以及希利「讓人同情」和「望眼欲穿」的歌聲。曼德斯稱讚歌曲「旖旎迷人」的伴奏和情感深度。科勒指這首歌閃爍著喜怒無常，《滾石》的喬恩·多蘭（Jon Dolan）則讚賞歌曲創造出情慾和精神恍惚間的愉快平衡。《愛特伍雜誌》的密契·莫斯克（Mitch Mosk）稱讚歌曲在旋律空洞的同時依然積極向上，適合手舞足蹈。
Idobi電台的艾米爾·馬弗爾（Emille Marvel）覺得〈别人〉是最值得角逐1975樂團歷來最佳歌曲頭銜的作品，並稱讚其令人沮喪的黑暗歌詞和陰沉的流行氛圍。斯特勞德稱它是《突襲美夢》之中最出色的歌曲，並表示在痴迷的歌詞能看出希利「搖搖欲墜地走向全面的性心理崩潰」。康尼克在《新音樂快遞》刊文稱〈别人〉位在樂團最佳歌曲的行列，並讚揚歌曲對愛、性、死亡和毒品的隱喻和探討，而不是一直屈服於長期的陳詞濫調中。《偏锋杂志》的強納森·沃布爾（Jonathan Wroble）指這首「挑動人心的午夜民謠」是專輯當中安靜和反省的時刻。《內幕人士》的卡莉·阿爾格里姆（Callie Alghrim）褒揚這首「合成器滿溢的傑作」優雅又真實的歌詞，及對戀舊、痛苦、內疚、自負和背叛的刻畫，並說：「世上沒有任何歌曲能達致〈别人〉如此極致具體、精緻的情感。 」凱蒂·恩派爾在《觀察家報》刊文指〈别人〉是顆「寶石」，《聲名遠播》作家傑西卡·湯馬士（Jessica Thomas）認為歌曲散發出淒婉的深情，並具有刻骨銘心的個人意義。

### 榮譽
〈别人〉出現在許多音樂刊物和媒體的年終和十年終名單中，例如：《新音乐快递》、《Pitchfork》和《泰晤士报》。2016年，《DIY》的年度讀者票選中，該曲以第八位的得票數入選年度歌曲，並於同年的Q音樂獎和翌年的新音樂快遞音樂獎上入圍最佳歌曲。
| 評論家／機構              | 時間跨度           | 排名 | 發表年份 |
| ------------------------- | ------------------ | ---- | -------- |
| 《前音後果》              | 年終               | 35   | 2016     |
| 《響尾蛇》                | 十年終             | 41   | 2019     |
| 《DIY》                   | 年終               | *    | 2016     |
| 哈里特·吉布森（《衛報》） | 年終               | *    | 2016     |
| iHeartRadio               | 十年終（另類搖滾） | *    | 2019     |
| 《內幕人士》              | 十年終             | 9    | 2019     |
| 《新音乐快递》            | 年終               | 2    | 2016     |
| 《新音乐快递》            | 十年終             | 18   | 2019     |
| 《Pitchfork》             | 年終               | 74   | 2016     |
| Popjustice                | 年終               | 3    | 2016     |
| 《滾石印度》              | 十年終             | 22   | 2019     |
| 《ShortList》             | 年終               | 1    | 2016     |
| 《Stacker》               | 年終（搖滾）       | 10   | 2017     |
| 《泰晤士報》              | 十年終             | *    | 2020     |
| 《Variance》              | 年終               | 19   | 2016     |

## 商業表現
在英國，〈别人〉位列英國單曲排行榜第55名，共計11週保持在前百名的位置內。後來歌曲於2020年2月21日被英国唱片业协会認證為白金唱片，表示在該國的銷量超過600,000張。截至2020年5月，〈别人〉在英國共賣出633,000張，串流點聽數達到6070萬，是1975樂團自出道以來第三成功的作品。在歐洲其他地區，歌曲位列蘇格蘭單曲排行榜第29名，並打進爱尔兰单曲榜第70名。在澳洲，歌曲空降澳洲唱片協會單曲榜第34名，成為樂團在榜上排名最高的單曲。〈别人〉後來被澳洲唱片業協會認證為金唱片，表示在該國的銷量達到35,000張。
在美國，〈别人〉在美國《告示牌》熱門搖滾和另類歌曲榜上排行第八，並在2016年終榜單打進第41、2017年終榜單打進第50名 。歌曲在《告示牌》搖滾熱播榜上位居第十，並在2017年年末榜單中排到第32名。此外，歌曲還在《告示牌》榜外單曲榜和成人四十強單曲榜上分別排到第20、28名。〈别人〉後來被美國唱片業協會授予金唱片認證，表示在該國的銷量超過500,000張。

## 音樂錄影帶

### 製作與發佈

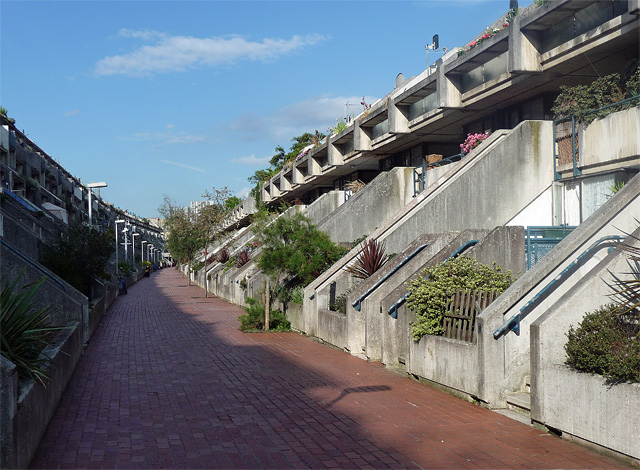
〈别人〉的音樂錄影帶於亞歷山大路莊園取景拍攝

1975樂團找來導演提姆·馬蒂亞（Tim Mattia）協力製作〈别人〉的音樂錄影帶。希利表示，儘管沒有聯覺，但他可以想像一首歌是什麼顏色：「不是那種矯揉做作的樣子，但有個基本要素。」他形容自己有顆能將事物轉化為圖像的大腦，早在撰寫這首歌的歌詞同時他就開始起草錄影帶的劇情大綱，並能預想得到成品的大致樣貌。完成了中心概念和故事線之後，希利和馬蒂亞再一起調整錄影帶的整體方向，他稱這段過程十分「超現實」和「激烈」。
錄影帶拍攝地點位於英國倫敦卡姆登區的住宅區亞歷山大路莊園。1975樂團拍攝的鏡頭比最終版本長了將近兩三倍之多，以交代整個故事的始末緣由。為了達到理想的攝影效果，希利被要求戴上假髮和裙子，並和打扮成自己的男士拍攝與自己親熱的場面，對此他表示「非常有趣」，並說：「現在是2016年，沒啥好怕的」。2016年7月6日，樂團在Instagram發布音樂錄影帶的前導預告，透露影片將在隔日上架。依照官方新聞稿描述，錄影帶呈現希利在「探索林區夜間倫敦時與心碎的自我陶醉的鬥爭」。完整版於2016年7月7日正式發布至YouTube。

### 概要

錄影帶結尾，和希利做愛的鋼管舞孃的真實身分實則是他自己。

正片開始前，音樂錄影帶以一段三分鐘長的黑白小插曲開場。希利走進一間破舊的旅館房間，裡面坐著一位披頭散髮的女子，讓人聯想到古老電視節目。他頹喪地脫下西裝外套和襯衫，並洗去臉上的小丑妝，對著鏡子審視自己。不祥的音樂和失宜的罐頭笑聲在背景播放，並交叉著歡呼聲、情景喜劇式的掌聲和演播室觀眾的噓聲 。而後希利坐到女子的身旁，換上手提箱裡的黑色皮革裝。他望向那一動也不動的女子，試圖與其進行交談，但對方始終沒有半點反應。最終，希利帶著滑板走出了門。《滾石》的阿爾西婭·萊加斯皮（Althea Legaspi）覺得小插曲蒼涼的佈景延續了專輯另一首歌曲〈改變心意〉錄影帶的主題，而《Dork》的編輯則認為它直接銜接了〈改變心意〉的劇情。
隨著樂聲響起，畫面從黑白轉為彩色，標示著正片的開始。與女子分道揚鑣後，希利溜著滑板離開漆黑的社區。他的內心既迷惘又孤獨，精神狀態正處於崩潰的邊緣。為了擺脫與舊愛的過去，希利抵達一家餐館點了杯咖啡，但因抵抗不住悲傷而潸然落淚，引來前座的男女側目。而後他穿梭冷清的街道和小巷，並在踩上滑板時失足跌下，期間畫面不時穿插著他在汽車後座上唱歌的片段。隨後希利到了當地的一家酒吧，灌著一杯杯的酒排遣愁悶。趁其他客人不注意，他偷走一副墨鏡並站上舞台唱卡拉OK，但腦中的寂寞促使他在其他客人中間看到他前任的幻覺。困惑的希利頓時結束表演並離開酒吧，而那群客人則一路尾隨他到停車場，朝他一陣拳打腳踢，使他不支倒地並濺出血來。隨後希利到訪一家脫衣舞俱樂部，並相識一位鋼管舞孃。她對希利表演膝上舞，並喝了好幾輪酒。接著兩人離開俱樂部，進入一輛車裡親熱。然而這時劇情卻發生超展開，和他做愛的女子突然變成他自己。根據《Paste》的賈羅德·約翰遜二世（Jarod Johnson II）的說法，希利此時「變成了另一個人（someone else）」劇情回溯到先前的各個場景，在他眼中，餐館和酒吧裡的女客人全成了他自己，而在俱樂部對他扭腰擺臀的脫衣舞孃則是他幻想出來的。影片尾聲，希利獨自坐在汽車後座上微微晃動著。

### 反響

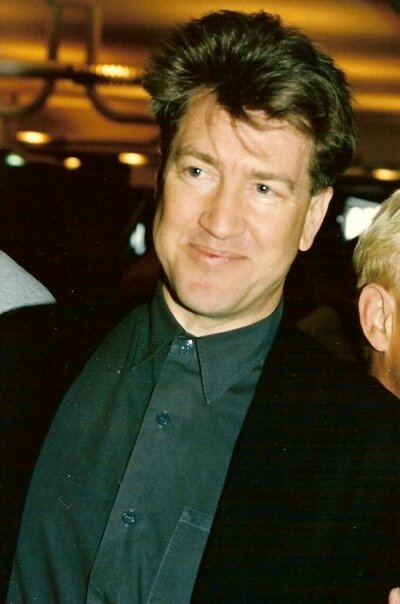
一些評論家拿音樂錄影帶和超现实主义製片人大衛·林區的作品相比

《另类新闻》的格蘭特·夏普斯（Grant Sharples）將〈别人〉選為「1975樂團應該製作成劇情長片的十部音樂錄影帶」清單的第二位。除了稱它是樂團為數不多具實驗性質的錄影帶外，夏普斯還讚賞小插曲傳達出人在沮喪時連執行日常生活的基本技能都要付出巨大的努力。《Soundigest》作家阿曼達·拉里森（Amanda Larrison）指錄影帶聚焦在希利的心碎及心魔，並將之排到樂團十大創意錄影帶清單第八位。為MTV新聞撰稿的瑪德琳·羅斯稱視覺效果生動且不祥，超展開也令人完全出乎意料，觀眾必須親眼見證才能體會。數碼間諜的艾米·戴維森（Amy Davidson）將錄影帶跟大衛·林區的作品作比較，並點出結局的「超現實」。《Gigwise》作家亞歷珊卓·波拉德（Alexandra Pollard）稱視覺效果很奇特，並指出錄影帶在離奇的超展開中「轉向了怪誕」。
《告示牌》的吉爾·考夫曼（Gil Kaufman）把錄影帶當成一部迷你電影看待，並指視覺效果汲取了麥克·傑克森音樂錄影帶不合邏輯的長度和以敘事為主的特點。萊加斯皮認為錄影帶充滿一種內省的風格，和專輯另一首歌曲〈聲音〉錄影帶「大膽歡快」的基調相比別有一番風味。《Idolator》的雷切爾·索尼斯（Rachel Sonis）表示這部「迷幻」的錄影帶似乎拾起了〈改變心意〉棄之不用的嚴肅風格，並將結尾與林區的作品進行比較。為《Euphoria》雜誌撰稿的克里斯汀·阮（Christine Nguyen）對錄影帶的電影級品質、製作水準和希利「吸引眼球且令人信服」的演技持有好評，並將錄影帶與林區和1999年黑色幽默電影相提並論。
B-Sides的吉塞爾·費南德斯（Jisselle Fernandez）表示在音樂錄影帶中，「別人」站在正義的一方，而約瑟夫斯則認為它與歌曲的「喜怒無常」相匹配，並補充道：「穿著皮夾克的夜生活不再容易。」《Dork》的編輯指錄影帶焦點集中在希利努力接受周遭發生的事情上，並稱它展現出「一夕之間的沉淪和自以來最可怖的換臉效果」。《Variance》的林賽·霍華德（Lindsay Howard）覺得錄影帶怪奇且情緒化，講述了希利跟自我陶醉和心碎的真實鬥爭。《The Fader》作者本·丹里奇-萊姆科（Ben Danridge-Lemco）認為錄影帶既是自戀的檢視，亦是希利尋找自我之旅的象徵，而歌曲本身就是在為他配樂。《Stereogum》的彼得·赫爾曼（Peter Helman）指錄影帶類似於迷霧聖父2015年的和扬·萨格2015年的歌曲〈Best Friend〉，他認為這是音樂家又一次堅實的踏入「幹自己的音樂錄影帶」萬神殿。

## 現場表演與翻唱
單曲釋出前，1975樂團於2015年12月美國費城的演出中現場表演了〈别人〉，現場充盈著粉色燈光。2016年9月，樂團登上利茲音樂節演唱了這首歌，並在同年11月8日播出的《塞斯·梅耶斯深夜秀》一集中演唱了〈改變心意〉及此曲。樂團於2017年的里丁／利茲音樂節主要歌單中亦含括〈别人〉。2019年7月，樂團登上Pohoda音樂節演唱了這首歌，《DIY》的艾莉·沃森（Elly Watson）表示：「老實說說看，有什麼是能比三萬人高呼『去你媽，金錢才是王道』還更惹人注目的」 。懸疑電視劇、青春成長喜劇片《成长边缘》和相親實境節目《戀愛島》亦曾使用過〈别人〉。

### 翻唱
2016年9月，美国歌手CP查理在BBC廣播一台節目現場休息室中翻唱〈别人〉。同年9月9日，美国音樂人Vérité在她的SoundCloud帳號發布其改編的版本。她對歌曲的簡單且寫實的詞曲創作十分欣賞，並表示自己「真的想把它帶到（她的）世界，好好重新詮釋一番」。Vérité的版本節奏感更加強烈，並融入俱樂部式的節拍、深沉振蕩的貝斯及推進式合成器。主歌採用較為輕柔、極簡的樂器演奏，副歌部分則根植於流行音樂，具有類似EDM的drop段落。對於Vérité的翻唱版本，《Variance》的艾米·麥肯（Amy McCann）評價其「令人愉悅」且「歎為觀止」，同時對她的唱功表現尤為肯定。2017年2月，英國獨立搖滾樂團浪跡樂團在BBC廣播1台帶來搖滾版的〈别人〉。2017年6月，BBC記者史蒂夫·霍爾頓無意中用二倍速播放《突襲美夢》的黑膠唱片，發現這首歌聽起來很像蘇格蘭電子流行樂團的作品。聖堂樂團成員馬丁·多赫蒂聽聞後幽默答覆道，如果反過來用0.5倍速播是否也行得通。該樂團在2018年3月15日於BBC廣播1台現場休息室中翻唱這首歌曲。
2017年10月5日，正值狂想曲世界巡迴演唱會期間，紐西蘭音樂人蘿兒在巴黎天頂體育館中翻唱〈别人〉。相較其他翻唱版本，蘿兒並未對歌曲作太大改動，編曲手法也幾乎與原版毫無二致。MTV新聞撰稿人瑪德琳·羅斯讚賞她的演繹「夢幻的恰到好處」，並指出這首歌與蘿兒第二張錄音室專輯音色的聯繫。Junkee的朱爾斯·勒菲弗赫（Jules Lefevre）為她最佳的翻唱歌曲進行排名時將〈别人〉選為第五，並指出其與《狂想曲》的相似之處。美國創作歌手康納·格雷於2018年2月18日將他的翻唱版本上傳至YouTube。格雷在影片中打上過度飽和的粉紫燈光，讓人聯想到《突襲美夢》的視覺藝術。他稱這是1975樂團中他私心最喜歡的歌曲，並承認他翻唱的版本「有點陰沉，吉他彈得不怎麼好」。揀選格雷的五首最佳翻唱歌曲，《Soundigest》將他對這首歌的演繹排到第一。考特尼·古爾德（Courtney Gould）表示影片的燈光和他的歌聲「突出了使這首歌變得格外特別的動態細節」。
2020年3月，《美國偶像》第18季選手亞當·柯瑞（Adam Curry）在第一輪淘汰賽「好萊塢週」中翻唱〈别人〉。柯瑞的演出因其「藝術性」和「認受性」得到讚譽並成功晉級，《告示牌》的羅比·道（Robbie Daw）形容歌手「用堅實的演繹擊倒所有人」。2020年5月7日，《The Face》在Instagram為1975樂團舉辦一場致敬音樂會，以表彰他們對當代藝術家的影響。雜誌邀來幾位藝術家翻唱樂團的歌曲，其中格蕾西·亞伯拉罕被選中演唱〈别人〉。2020年5月17日，韓裔紐西蘭歌手兼韓國女子音樂組合BLACKPINK成員Rosé透過Instagram直播舉行迷你演唱會，以這首歌為整場節目劃下句點。

## 影響
〈别人〉被認為是1975樂團最傑出的歌曲之一，並被貼上「分手之歌」的標籤。約翰遜二世在《Paste》的1975樂團必聽歌曲清單中將這首歌排在第17名，評述其歌詞「突出了讓分手成為一段過程的分裂情緒」。《Vulture》的拉里·菲茨莫里斯（Larry Fitzmaurice）在1975樂團必聽的十首歌曲清單中也選錄了這首歌。他稱這是樂團少數具有風格的歌曲，並封其為「直截了當的優美謠曲」和「歷代單戀慢舞經典」。為樂團十首最佳歌曲作先後排序，《新音樂快遞》將這首歌列為第五，並把副歌的歌詞選入樂團最天才的歌詞清單中。盤點21世紀歌曲最佳橋段，《告示牌》將這首歌排到第86名 。至於粉絲群體對這首歌的反應，《前音後果》指橋段的歌詞受樂迷喜愛的程度已到了人盡皆知的境界，印有此歌詞的周邊商品也應運而生。〈别人〉也經常被媒體和刊物選收進關於分手、心碎和悲傷的最佳歌單中，例如：B-Sides、《柯夢波丹》、《Glamour》 、《Seventeen》和《女性健康》。《Don't Bore Us》表示〈别人〉是十年來最好的七首分手歌曲之一，而A.Side則認為它是2010年代最好的15首分手歌曲之一。

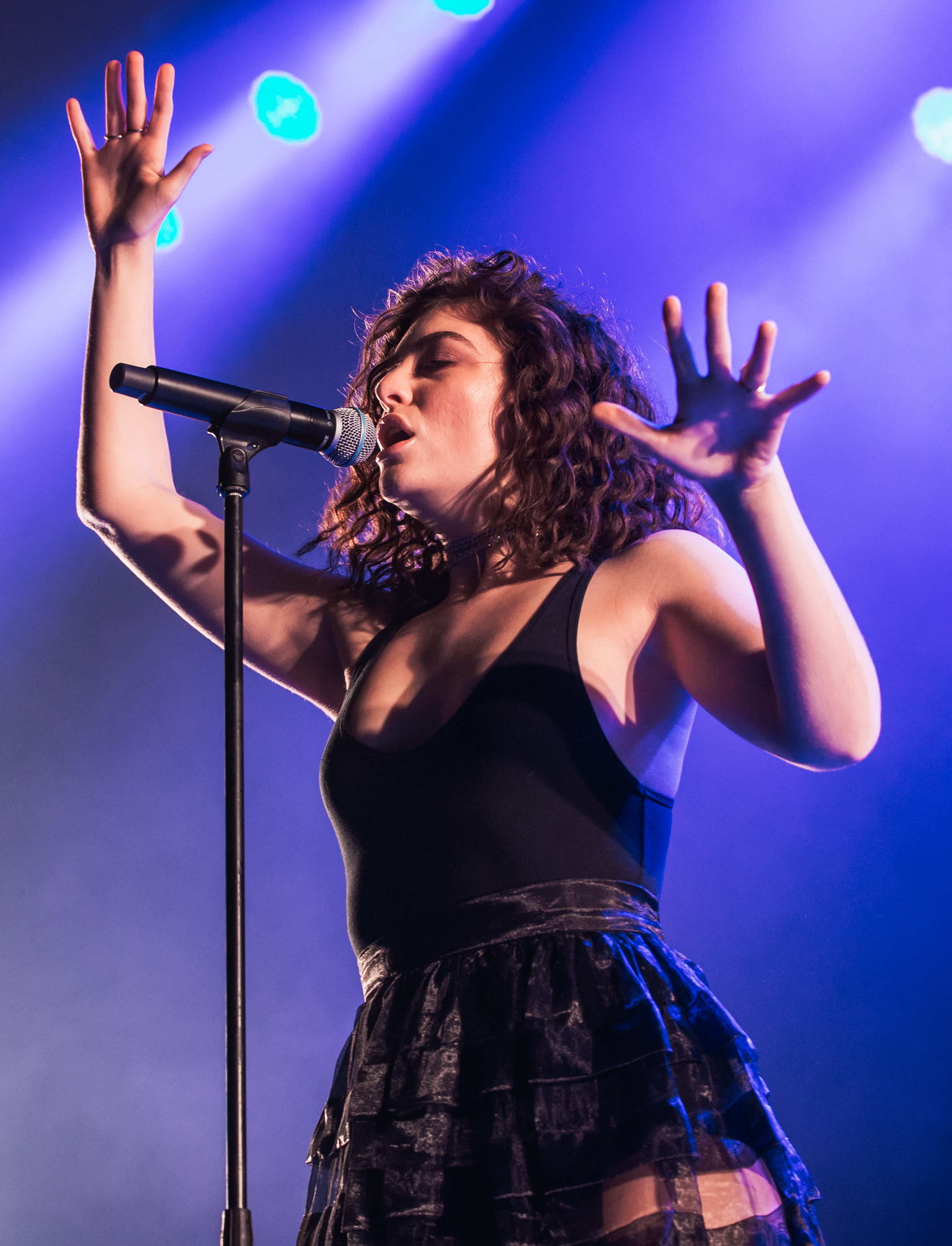
紐西蘭歌手蘿兒表示〈别人〉對她的第二張錄音室專輯《情景剧》影響甚鉅。

2016年接受BBC的麥可·巴格斯（Michael Baggs）採訪時，CP查理透露〈别人〉是他希望由他親手創作的歌曲。他對這首歌的和弦結構及希利的歌聲十分欽佩，並向巴格斯表示：「我喜歡（1975樂團）用歌詞勾勒出一個世界的方式。他們不太在乎用多高深的詞，比較多是用懷舊情懷走進人的心坎。」2017年接受《新音樂快遞》採訪時，蘿兒分享了〈别人〉帶給她的心得和啟發，先前她曾透露這是她當年Spotify上播放次數最多的歌曲。蘿兒對這首歌的「情感力量」感到驚訝，表示詞曲作者雖是一群男性，但這首歌引起了她的很大共鳴。她進一步讚揚詞曲之間的複雜性、節奏感及空洞的意象，並告訴雜誌：「（〈别人〉）對我產生的影響非同小可。」，表示這首歌「確實影響了《狂想曲》，尤其是專輯的音色、色彩和情感」。
加拿大独立流行樂團Valley在2018年向Direct Lyrics的凱文·阿帕薩（Kevin Apaza）表示，他們很希望能夠親自創作和錄製這首歌。樂團對歌曲的和弦進程、希利的嗓音以及歌詞和伴奏形成的反差感十分青睞。加拿大歌手泰特·麥可蕾接受《E!線上》的比利·尼爾斯（Billy Nilles）採訪時被問及如果往後餘生只能聽一首歌會選擇哪首，以〈别人〉作為回應。她表示：「每當我覺得我的世界正在分崩離析時，這就是我的首選兜風歌曲。」《i-D》的羅伊辛·拉尼根（Roisin Lanigan）認為這首歌是常被稱為「來自另一個房間的剪輯」（from another room edits）的YouTube和TikTok新興趨勢的一部分。這種由ASMR衍伸而來的「超級特異」音樂類型，旨在降低音檔品質、突顯低音部分，讓人感覺聲音是從遙遠的彼方傳來。針對〈别人〉，剪輯特意模擬聽眾在派對的浴室裡親熱時聽到外頭傳來的音樂的感覺。在一篇分析奧莉維亞·羅德里戈單曲〈駕照〉爆紅式成功的文章中，《Paper》作家拉里莎·保羅（Larisha Paul）點名〈别人〉為三者中的一個促成因素，她說：「同樣清楚的是，她們這一代年輕人，在粉紅色LED燈的照耀下，隨著1975樂團的〈別人〉左搖右擺。」

## 參與人員
內容摘自《突襲美夢》專輯內頁說明。
- 喬治·丹尼爾（George Daniel） – 作曲、製作、編程（英语：Programming (music)）、鼓、鍵盤、合成器
- 馬修·希利（Matthew Healy） – 作曲、製作、電吉他、鍵盤、主唱、和音
- 亞當·漢恩（Adam Hann） – 作曲、電吉他
- 羅斯·麥克唐納（Ross MacDonald） – 作曲
- 麥克·克羅斯（英语：Mike Crossey） – 製作、混音
- 喬納森·吉爾（Jonathan Gilmore） – 錄音策畫
- 克里斯·格林格（Chris Gehringer） – 母帶後期工程（英语：mastering engineer）

## 榜單成績
| 榜單（2016年）                           | 峰值 |
| ---------------------------------------- | ---- |
| 澳大利亚（澳大利亚唱片业协会單曲榜）     | 34   |
| 愛爾蘭（愛爾蘭唱片音樂協會单曲榜）       | 70   |
| 蘇格蘭（官方榜单公司單曲榜）             | 29   |
| 英國（官方榜单公司單曲榜）               | 55   |
| 美国（《告示牌》Bubbling Under Hot 100） | 20   |
| 美國（《告示牌》Adult Pop Airplay）      | 28   |
| 美國（《告示牌》Hot Rock Songs）         | 8    |
| 美國（《告示牌》Rock Airplay）           | 10   |

| 榜單（2016年）                   | 峰值 |
| -------------------------------- | ---- |
| 美國（《告示牌》熱門搖滾歌曲榜） | 41   |

| 榜單（2017年）                   | 峰值 |
| -------------------------------- | ---- |
| 美國（《告示牌》熱門搖滾歌曲榜） | 50   |
| 美國（《告示牌》搖滾電台榜）     | 32   |

## 銷量認證
| 地區                           | 认证    | 认证单位/销量 |
| ------------------------------ | ------- | ------------- |
| 澳大利亚（澳大利亚唱片业协会） | 金      | 35,000‡       |
| 英国（英国唱片业协会）         | 白金    | 600,000‡      |
| 美国（美國唱片業協會）         | 2× 白金 | 2,000,000‡    |
| ‡僅含認證的+實際銷量           |         |               |

## 註解
1. ↑  原文：「I took all my things that make sound / The rest I could do without.」
2. ↑  原文：「I don't want your body / But I hate to think about you with somebody else / Our love has gone cold / You're intertwining your soul with somebody else.」
3. ↑  原文：「I'm looking through you, while you’re looking through your phone.」
4. ↑  原文：「Get someone you love? / Get someone you need? / Fuck that, get money / I can't give you my soul 'cause we're never alone.」